# Protoscypha
Protoscypha är ett släkte av svampar. Protoscypha ingår i familjen Protoscyphaceae, klassen Dothideomycetes, divisionen sporsäcksvampar och riket svampar.
| Protoscypha | \| \| Protoscypha subtropica \| \| \| \| \| \| Protoscypha pulla \| \| \| \| |
|             | \| \| Protoscypha subtropica \| \| \| \| \| \| Protoscypha pulla \| \| \| \| |
|             | Protoscypha subtropica                                                       |
|             |                                                                              |
|             | Protoscypha pulla                                                            |
|             |                                                                              |

|  | Protoscypha subtropica |
|  |                        |
|  | Protoscypha pulla      |
|  |                        |